# Ardenis
Ardenis (in armeno Արդենիս?) è un comune di 177 abitanti (2010) della provincia di Shirak in Armenia.